# Семейство Баптистины

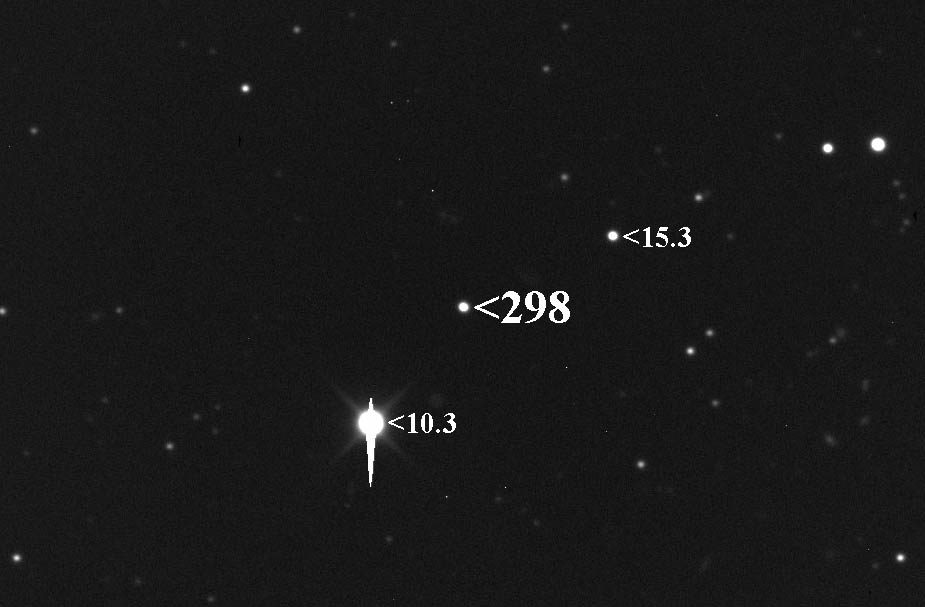
Астероид Баптистина в 61-мм телескоп

Семейство Баптистины — группа астероидов, образовавшаяся в момент разрушения родительского астероида диаметром до 170 км при столкновении с другим крупным (предположительно 60 км в диаметре) астероидом или кометой 165 миллионов лет назад. В результате этого столкновения родительский астероид распался на множество мелких фрагментов, образовавших затем данное астероидное семейство. Крупнейшим из них является астероид (298) Баптистина, расположенный на внутренней границе семейства. Другие крупные астероиды этого семейства случайно оказались на схожих орбитах и, скорее всего, не входят в него. Всего в семействе насчитывается около 1056 членов, в то время как изначально оно могло содержать до 14 000 тел диаметром около километра.

## Возможные последствия для системы Земля — Луна

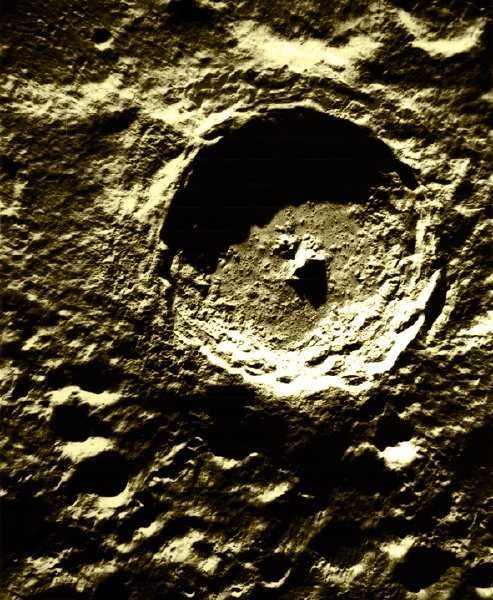
Кратер Тихо на Луне

Некоторые из этих фрагментов вполне могли быть выброшены на резонансные орбиты Марса или Юпитера с очень высоким эксцентриситетом, следствием этого стало то, что эти астероиды стали проникать глубоко внутрь Солнечной системы, что 50—100 миллионов лет назад привело к длительной относительно интенсивной метеоритной бомбардировке внутренних планет, следы которой в системе Земля-Луна сохранились очень хорошо, особенно на поверхности Луны.
Во время экспедиции на Луну астронавты «Аполлона-17» обнаружили на ней следы огромного оползня прошедшего на обратной стороне Луны в точке противоположной кратеру Тихо, образовавшегося, как считается, в результате падения на Луну примерно 108 млн лет назад крупного астероида, который мог являться частью семейства Баптистины. Причём удар этого астероида оказался настолько силён, что его отголоски были видны даже в противоположной точке лунной поверхности, что и привело к образованию оползней.
Ранее считалось, что последствия столкновения с Землёй одного из астероидов этого семейства для самой Земли, а точнее для её биосферы, могли оказаться гораздо более значительным, поскольку именно с ним некоторые специалисты связывали мел-палеогеновое вымирание. В целом на сегодняшний день большинство учёных придерживаются гипотезы о том, что 65 млн лет назад с Землёй столкнулся крупный астероид, вызвавший климатическую катастрофу и вымирание огромного количества видов живых существ, в том числе и знаменитых динозавров. 
Гипотеза о возможности метеоритной причины вымирания крупных ящеров была предложена довольно давно, но только с 1980-х годов она стала основной, когда в 1980 году отец и сын Луис и Уолтер Альварес обнаружили так называемую мел-палеогеновую границу в земных породах — слой осадочных отложений между меловым и третичным периодами с аномально высоким содержанием очень редкого на Земле минерала иридия. С другой стороны, иридий очень часто и в относительно больших количествах встречается в составе некоторых классов астероидов, состоящих из необычных углеродных хондритов с высокой концентрацией хрома, концентрация которого в осадочных породах кратера также совпадает с его концентрацией в астероидах этого семейства. 
Однако с момента появления данной версии с Баптистиной стали появляться данные, противоречащие ей. В частности, по многим параметрам, например по составу и альбедо, астероиды семейства зачастую не имеют никакого отношения к породам М-Т границы. Недавно было обнаружено, что химический состав породы на М-Т границе далеко не полностью совпадает с химическим составом астероида Баптиста. А недавний анализ наблюдений, сделанных в ИК-диапазоне космическим телескопом WISE, похоже, и вовсе ставят на ней жирный крест. 
Дело в том, что изначальные расчёты, проведённые на основе установленных размеров и яркости астероидов семейства Баптистины, привели к ошибочной оценке их возраста. Благодаря телескопу WISE в ходе проекта NEOWISE была измерена светимость более тысячи астероидов этого семейства, а также просчитаны их траектории движения в прошлом, что позволило получить более точную оценку и вдвое «приблизить» дату разрушения исходного астероида, которая составила 80 млн лет. Расчёт показывает, что в этом случае фрагменты крушения могли бы достичь Земли самое раннее спустя 15 млн лет, когда никаких динозавров не было уже и в помине. Это полностью снимает «ответственность» за гибель динозавров с членов этого семейства.

## Ссылка
- Space pile-up 'condemned dinos (англ.). BBC News (5 сентября 2007). Дата обращения: 21 июля 2014.